# Piešťany (distrito)
O Distrito de Piešťany (eslovaco: Okres Piešťany) é uma unidade administrativa da Eslováquia Ocidental, situado na Trnava (região), com 63.928 habitantes (em 2001) e uma superficie de 381 km². Sua capital é a cidade de Piešťany.

## Demografia
| Ano:        | 1994   | 2004   | 2014   | 2024   |
| ----------- | ------ | ------ | ------ | ------ |
| Broj ljudi: | 64 048 | 63 964 | 63 168 | 61 773 |
| Razlika:    |        | -0,13% | -1,24% | -2,20% |

| Ano:               | 2023   | 2024   |
| ------------------ | ------ | ------ |
| Número de pessoas: | 62 015 | 61 773 |
| Diferença:         |        | -0,39% |

## Cidades
- Piešťany (capital)
- Vrbové

## Municipios
| - Banka - Bašovce - Borovce - Dolný Lopašov - Drahovce - Dubovany | - Ducové - Hubina - Chtelnica - Kočín-Lančár - Krakovany - Moravany nad Váhom | - Nižná - Ostrov - Pečeňady - Prašník - Rakovice - Ratnovce | - Sokolovce - Šípkové - Šterusy - Trebatice - Veľké Kostoľany - Veľké Orvište - Veselé |